# Banjarese
I Banjarese o Banjar (in lingua banjarese:Urang Banjar; in jawi: اورڠ بنجر) sono un gruppo etnolinguistico originario della regione della provincia del Kalimantan meridionale, in Indonesia. Diversi secoli fa, alcuni di loro erano emigrati in vari luoghi dell'arcipelago malese, colonizzando parte di esso.